# 寺島まゆみ
寺島 まゆみ（てらしま まゆみ、1961年3月31日 - ）は、日本の女優。歌手、ラジオパーソナリティとしても活動。

## 来歴
田無市立第三中学校(現・西東京市立田無第三中学校)、東京都立武蔵村山東高等学校卒業。高等学校在学時代に、日本テレビ「スター誕生!」に出場。
その後19歳の時に映画関係者にスカウトされる。
1980年にっかつ「宇能鴻一郎の貝くらべ」で映画デビュー。翌年には『聖子の太股』シリーズに主演。一躍アイドルとなる。1981年から2年で合計15本に出演した。
1981年10月に歌手としても活動を開始。シングル『恋愛硬派』『はしゃぎすぎ』『寝た子を起こす子守唄』ほか、シングル7枚、アルバム4枚をリリース。
1983年4月より、KBSラジオにて『ハイヤングKYOTO』の月曜パーソナリティを3年間担当。新たなファン層を開拓。
1988年に結婚。
1991年長女誕生。
1993年に長男誕生。
2023年公開の『セフレの品格 初恋』で実娘・行平あい佳と初共演。自身も約20年ぶりの映画出演を果たす。

## 人物
- 芸名の「寺島」姓の由来は出生地である墨田区向島の旧寺島町から。

### 親族
- 実家は実弟が東京都小平市で居酒屋「鳥勝」を経営。
- 元中日ドラゴンズの鈴木孝政は母方の親戚。
- 実妹は津軽三味線小山流名取。
- 長女は女優の行平あい佳、長男は俳優の小林卓生である[3]。

## 主な出演

### 映画
- 「宇能鴻一郎の貝くらべ」（1980年7月19日にっかつ）
- 「クライマックス犯される花嫁」（1980.11.07にっかつ）
- 「宇能鴻一郎の修道院付属女子寮 」（1981.01.09にっかつ）
- 「女子大生ザ・穴場 」（1981.03.06にっかつ）
- 「制服体験トリオわたし熟れごろ」（1981.04.03にっかつ）
- 「宇能鴻一郎の開いて写して」（1981.05.29にっかつ）
- 「ひと夏の体験青い珊瑚礁」（1981.07.24にっかつ）
- 「女高生恥ずかしい瞬間 」（1981.09.11にっかつ）
- 「情婦はセーラー服」（1981.11.13にっかつ）
- 「桃尻同級生まちぶせ」（1982.01.22にっかつ）
- 「ズームアップ聖子の太股」（1982.02.26にっかつ）
- 「宇能鴻一郎の人妻いじめ」（1982.05.28にっかつ）
- 「聖子の太股ザ・チアガール」 （1982.07.23にっかつ）
- 「聖子の太股　女湯小町」（1982.10.29にっかつ）
- 「ピンクカット太く愛して深く愛して」 （1983.01.21にっかつ）
- 「アベックモンマリ」（1999.03.06）
- 「婦人排球ママズアタック」（2003.05.25）
- 「セフレの品格 初恋」（2023.07.21日活）[4]

### テレビドラマ
- 噂の刑事トミーとマツ 第60話「ナヌ! ドラマの犯人が本物だァ?」（1981年、大映テレビ / TBS） -  茜まどか役
- 秘密のデカちゃん 第26話「秘密がバレて朝日署ぶっとぶ?!」（1981年、大映テレビ / TBS） - ヨーコ役
- 火曜サスペンス劇場 （NTV）
  - 「白衣の天使殺人事件」（1982年）
  - 「誰かが殺意を」（1982年）
- 大江戸捜査網 第585話「刺青殺人・妖艶やわ肌秘図」（1983年、TX / 三船プロ） - おひで役
- あぶない刑事 第1話「暴走」（1986年、NTV / セントラル・アーツ） - レミ役
- 必殺仕事人V・風雲竜虎編 第11話「大江戸F.F.騒動!」（1987年6月5日、ABC / 松竹） - おたみ役
- ビートたけしの浅草キッド・青春奮闘編（1988年、ANB）
- 現代推理サスペンス「ブルーレディに熱い夢」（1990年、KTV）

### ラジオ
- ハイヤングKYOTO （1983年4月 - 1986年3月、KBSラジオ）

## ディスコグラフィ
全てテイチクのコンチネンタルレコードより発売。

### シングル
- 恋愛硬派　c/w　ジャングル・ランド （1981.10.25）
- ロックンロール・タイフーン　c/w　セクシー・ダイナマイト （1982.04.25）
- 寝た子を起こす子守唄　c/w　忘却唄 (わすれうた) （1982.10.21）
- はしゃぎすぎ　c/w　つかい捨ての季節 （1983.03.21）
- 秘すれば恋　c/w　こんな淋しい夜は （1983.06.21）
- かけだし悪女　c/w　蝶にはなれない （1983.10.21）
- Frozen　c/w　孤守唄 （1984.03.21）

### アルバム
- ま・ゆ・み（1982年）
- 今夜だけ恋人（1982年）
- 無言歌（1983年）
- Sa・Sa・Sa（1983年）
- ゴールデン☆ベスト 寺島まゆみ（2013年05月22日、テイチクエンタテインメント）[5]

## 書籍

### 著書
- さそわれ気分 （1981年1月、リイド社）

### 写真集
- 寺島まゆみ写真集「まゆみ」（1982年9月、立風書房、撮影：沢渡朔）